# Kazuhiro Mori
Kazuhiro Mori –em japonês, 盛一大, Mori Kazuhiro– (Chiba, 17 de setembro de 1982) é um desportista japonês que competiu em ciclismo na modalidade de pista; ainda que também disputou carreiras de estrada.
Ganhou uma medalha de bronze no Campeonato Mundial de Ciclismo em Pista de 2010, na carreira de scratch.

## Medalheiro internacional
| Campeonato Mundial | Campeonato Mundial    | Campeonato Mundial | Campeonato Mundial |
| Ano                | Lugar                 | Medalha            | Competição         |
| ------------------ | --------------------- | ------------------ | ------------------ |
| 2010               | Ballerup ( Dinamarca) | Medalha de bronze  | Scratch            |

## Palmarés
2005
- 1 etapa do Tour de Hokkaido
- 2º no Campeonato do Japão Contrarrelógio

2006
- 1 etapa do Tour de Hokkaido

2008
- 2 etapas do Tour de Hokkaido

2009
- Campeonato do Japão Contrarrelógio

2010
- Tour do Mar da China Meridional

2011
- Tour de Okinawa